# Île du Songe
L'île du Songe (en italien : isola del Sogno) est une île d'Italie du lac de Garde appartenant administrativement à Malcesine.

## Géographie
Située entre Malcesine et Brenzone, à à peine 20 m de la côte, elle s'étend sur environ 155 m de longueur pour une largeur approximative de 42 m. 

## Histoire
De l'île on peut apercevoir l'épave d'un croiseur d'environ 16 m qui y a coulé en 1987 et gît par une trentaine de mètres de profondeur.